# Књижевно друштво Косова и Метохије
Књижевно друштво Косова и Метохије основано је 5. априла 1990. године у просторијама НИРО Јединства у Приштини. 
Настало је након раскола у Друштву књижевника Косова када су га напустили сви писци српске, црногорске и муслиманске националности. Председник друштва свих писаца Косова и Метохије у то време је био Ибрахим Ругова који је ову књижевничку организацију политизовао и у њеним просторијама у Београдској улици одржавао састанке своје политичке странке.
Оснивачкој скупштини су присуствовали сви писци који стварају на српском језику на Косову и Метохији. На првој изборној скупштини за председника друштва изабран је Радосав Стојановић, за потпредседника Даринка Јеврић, а за секретара Драгиша Бојовић. Након бомбардовања 1999. године, седиште друштва се премешта из Приштине у Косовску Митровицу. У свом чланству друштво има писце српске, црногорске, муслиманске и ромске националности. Друштво има и своју издавачку делатност и одржава неколико традиционалних књижевних манифестација годишње.
Књижевно друштво додељује награду Григорије Божовић за најбољу објављену књигу свог члана у минулој години.
Досадашњи председници Књижевног друштва Косова и Метохије били су Радосав Стојановић, Слободан Костић, Радомир Стојановић, Милош Ђорђевић, Драгомир Костић и Милан Михајловић. Данас је на његовом челу песник и приповедач Новица Соврлић.
Књижевно друштво Косова и Метохије је колективни члан Удружења књижевника Србије.